# Lophosia lophosioides
Lophosia lophosioides är en tvåvingeart som först beskrevs av Townsend 1927.  Lophosia lophosioides ingår i släktet Lophosia och familjen parasitflugor. Inga underarter finns listade i Catalogue of Life.